# Carmen Franke
Carmen Franke (* 15. November 1973 in Berlin) ist eine deutsche TV-Moderatorin.

## Leben
Etwa mit Beginn ihrer Jugend wurde Franke Mitglied im Magischen Zirkel Berlin. Sie trat unter anderem in der ARD-Fernsehproduktion Disney Club und 2001 in der Sat.1-Fernsehshow Gottschalk kommt auf.
Nach erfolgreichem Abschluss des Gymnasiums, begann Franke ihr Studium als Bauingenieurin, das sie 1998 mit einem Diplom abschloss. Der Grundstein für ihre Karriere als Moderatorin wurde 1993 gelegt, als sie von der Miss Germany Corporation zur Miss Berlin 1994 und anschließend bei der Miss-Germany-Wahl 1994 in Köln den vierten Platz belegte. Seither moderierte sie für die Miss Germany Corporation deutschlandweit. Unter anderem moderierte sie den längsten Laufsteg der Welt 2007 für das Burda-Modemagazin im Europa-Park in Rust mit 111 Models auf einer Laufsteglänge von 1111 m.
Ab 2004 übernahm Franke die Moderation der Fernsehen-aus-Berlin-Produktion Night Guide, einem Berliner Szenemagazin. Des Weiteren war sie in Rollen auf Pro7 und Sat.1 zu sehen, unter anderem als Laiendarstellerin bei K11, Lenßen & Partner oder Das Geständnis.
Seit 2006 moderiert Franke für das Tropical Islands. Hier steht sie nicht nur als Moderatorin bei diversen Silvestergalas und Showpremieren auf der großen Südseebühne, sondern wirkt auch in der von Wonderworks produzierten Abendshow „Sulapan – Magie der Elemente“ an der Seite von Magier Peter Valance aktiv mit. Sie wird außerdem als Werbegesicht eingesetzt.
Seit 2009 moderiert Franke regelmäßig die Shows von Stars in Concert im Estrel. Dazu gehörten unter anderem ABBA - Thank You for the Music (Januar 2012), Stars in Concert – Christmas Show (Dezember 2010), Blue Christmas with Elvis mit Grahame Patrick (Dezember 2010), Elvis - The Show mit Grahame Patrick (August 2010) im Estrel-Berlin und Memoires of Motown im The Dolder Grand in Zürich (Jan. 2009)
Von Januar 2008 bis Anfang 2010 moderierte Franke die wöchentliche Tiervermittlungs-Sendung Tier sucht… auf dem Spartensender Tier TV. Des Weiteren moderierte sie dort die Sendung Doc & Co. Auf RTL II war sie 2010 im Interview mit der Kelly Family zu sehen.
Anfang 2010 wechselte sie zu Potsdam TV. Hier übernahm sie für ein Jahr die Moderation des Finanzmagazins Wenns um Geld geht.
Außerdem moderiert Carmen Franke seit Anfang 2010 das AOK-Gesundheitsmagazin Bleib gesund, welches unter anderem auf Potsdam TV und TV Berlin ausgestrahlt wird.
Mit der 2020 gestarteten Kochshow #IssDichGesund zeigen Moderatorin Carmen Franke und SEKIZ-Koch Frank Kutzscher, dass gesunde, nachhaltige Ernährung weder kompliziert noch teuer sein muss. Die Sendung will die Zuschauer animieren, die Gerichte nachzukochen oder generell selbst in der Küche aktiv zu werden.

## TV-Auftritte (Auswahl)
- 2024: Deutsches Musikfernsehen „Summer of Love“
- seit 2020: Iss Dich gesund - Kochshow
- 2010–2016: Potsdam TV - Gesundheitsmagazin Bleib Gesund
- 2010: Potsdam TV - Wenn’s um Geld geht
- 2009–2010: Tier sucht
- 2009–2010: Doc & Co
- 2004–2008: Night Guide
- 2007: K11 – Kommissare im Einsatz
- 2007: Blitz
- 2007: Lenßen & Partner
- 2006: Das Geständnis – Heute sage ich alles!
- 2001: Disney Club
- 2001: Gottschalk kommt

## Sonstige Auftritte
- 2009: Merlin Award Verleihung
- 2010: Moderation der Microsoft-Lernplattform fit-fuer-den-aufschwung.de

## DVDs
- DVD Power Yoga basic – Time to Change, Polyband (2001)
- DVD Power Yoga advanced – Time to Change, Polyband (2001)
- DVD SenFi Sensual Fighting Das Workout für Zuhause, Universal Germany(2006)
- DVD Energyzone – Absolute Wellness – Relax (2003)
- VHS SenFi Sensual Fighting, Asiafitness, Universal/Polygram (2002)

## Bücher
- Das Bodyshape-Programm. Rowohlt, Reinbek 2001, ISBN 3-499-61026-4.
- Energie erleben. Mehr Wohlbefinden durch Energytools. Ullstein, München 2001, ISBN 3-550-07163-9.
- Power Yoga. Das Programm für zu Hause. Sportverlag, Berlin 2001, ISBN 3-328-00924-8.
- Sensual Fighting – Asiafitness für Body, Mind & Soul. Rowohlt Verlag, Reinbek 2002, ISBN 3-499-61035-3.
- Jin-shin-jyutsu. Schnelle Hilfe durch Auflegen der Hände. Rowohlt, Reinbek 2003, ISBN 3-499-61581-9.

## Auszeichnungen
- 1994 Miss Berlin